# Інколи вони повертаються... Знову
«Інколи вони повертаються... Знову» (англ. Sometimes They Come Back... Again!) — американський фільм жахів 1996 року режисера Адама Гроссмана, продовження екранізації оповідання Стівена Кінга, проте події не зв'язані з першим фільмом.

## Сюжет
Психолог Джон Портер дізнається, що його мати померла при загадкових обставинах. Разом зі своєю дочкою-підлітком Мішель, Джон повертається в рідне містечко Ґленрок на похорон матері, де на нього відразу ж накочуються болючі спогади — 30 років тому, коли Джон був ще дитиною, він став свідком жорстокого вбивства своєї старшої сестри Лізи, яку зарізали Тоні Рено та його друзі Вінні і Шон. Тоді Джону вдалося поквитатися з вбивцями — він кинув електричний провід в воду, перемішану з кров'ю сестри, де стояли мерзотники — всі троє загинули.
Тим часом, Мішель знаходить нових друзів — божевільного садівника Стіва і двох дівчаток, Марію і Джулс. У ніч після похорону, вони запрошують Мішель на вечерю на честь її 18-річчя. Дівчата помічають молодого чарівного хлопця, неймовірно схожого на Тоні. Марія намагається привернути його увагу, але очевидно, що йому подобається Мішель. Юнак робить Мішель подарунок з нагоди Дня народження, а потім зникає. Незабаром, Марію і Джулс вбивають.
Тим часом, від отця Робертса, до якого Джон прийшов після вбивства Лізи, чоловік дізнається, що смерть його матері не була випадковістю…

## У ролях
| Актор                  | Роль                |
| ---------------------- | ------------------- |
| Майкл Гросс            | Джон Портер         |
| Алексіс Аркетт         | Тоні Рено           |
| Гіларі Свонк           | Мішель Портер       |
| Богіс Крістофер        | Вінні Рітакко       |
| Глен Бодін             | Шон Патрік          |
| Дженніфер Елайза Кокс  | Джулс Мартін        |
| Дженніфер Аспен        | Мері Мур            |
| Вілльям Морган Шеппард | отець Арчер Робертс |
| Майкл Малота           | молодий Джон        |
| Габріель Делл-молодший | Стів Пегель         |
| Патрік Ренна           | молодий Алан        |
| Леслі Денон            | Ліза Портер         |
| Інгрід Стар            | Дженніфер Гедлі     |
| Майкл Стадвек          | Філ Торн            |
| Андрі Гіббс            | Пейдж Портер        |